# Xeuilley
Xeuilley település Franciaországban, Meurthe-et-Moselle megyében. Lakosainak száma 962 fő (2022. január 1.). Xeuilley Bainville-sur-Madon, Frolois, Houdelmont, Maizières, Pierreville és Thélod községekkel határos.

## Népesség
A település népessége az elmúlt években az alábbi módon változott:
| Lakosok száma | 736  | 693  | 779  | 764  | 763  | 843  | 934  | 966  | 969  | 962  |
|               | 1968 | 1982 | 1990 | 2006 | 2013 | 2015 | 2017 | 2019 | 2020 | 2022 |